# Tricimba magna
Tricimba magna är en tvåvingeart som beskrevs av Dely-draskovits 1983. Tricimba magna ingår i släktet Tricimba och familjen fritflugor.
Artens utbredningsområde är Israel. Inga underarter finns listade i Catalogue of Life.